# Soltam M-71
Il cannone/obice da 155/39 Soltam M-71 è un pezzo di artiglieria trainato ideato in Israele, idoneo a fornire supporto di fuoco per le grandi unità di fanteria. È utilizzato dalle forze di terra di Israele, Slovenia, Sudafrica, Singapore, Filippine, Botswana e Cameron. Ha fatto il suo debutto in combattimento nella Guerra del Kippur.
L'M-71 è prodotto dalla divisione Soltam Systems.

## Storia
L'M-71 è stato sviluppato dall'M-68 che è un obice trainato della fine della Guerra Fredda di origine israeliana ma che potrebbe essere stato parzialmente o completamente progettato dalla finlandese Tampella. È stato il primo obice trainato indigeno prodotto in Israele.  L'M-71 a sua volta costituisce la base dei nuovi obici trainati M845 e TIG sviluppati in Israele.

## Descrizione

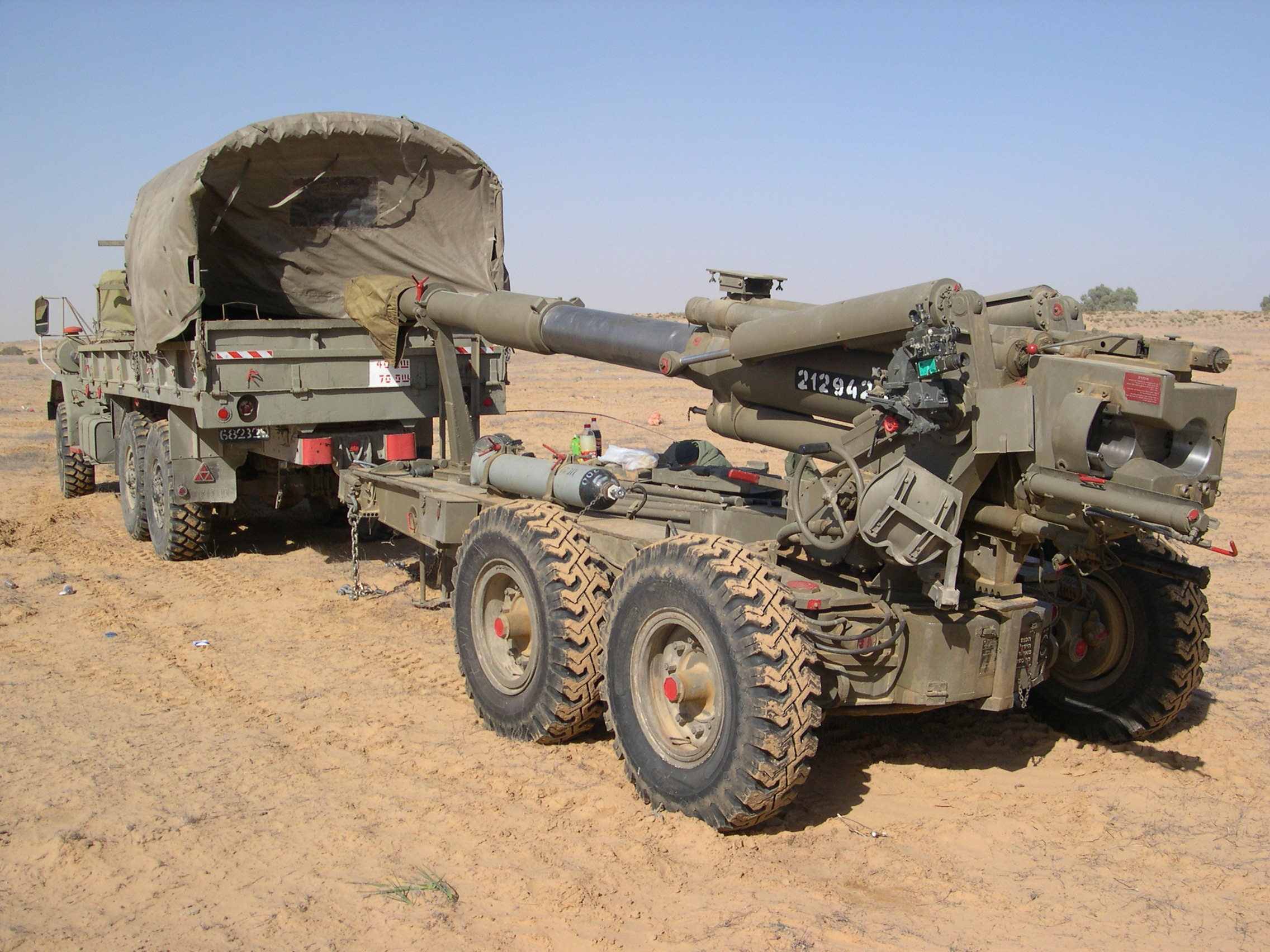
Soltam M-71 in fase di rimorchio

L'arma era basata sul precedente Soltam M-68 e utilizza lo stesso sistema di rinculo, culatta e carrello ma ha una canna più lunga (calibro 39 contro il calibro 33 dell'M-68). È dotato di un costipatore ad aria compressa per consentire un caricamento rapido e facile a tutti gli angoli di elevazione, oltre ad avere una batteria ricaricabile montata sulla giusta pista per l'alimentazione ausiliaria. Può sparare un proiettile ad alto esplosivo da 43,7 chilogrammi (96 libbre) fino a una portata massima di 23,5 chilometri (14,6 miglia) a una velocità iniziale di 820 metri al secondo (2.700 piedi/s).
L'M-68 utilizza una carrozza divisa con quattro ruote montate su due bogey. Nella configurazione di trasporto l'artiglieria viene ruotata all'indietro per allinearsi con le scie. Un mirino di fuoco diretto e indiretto si trova sul lato sinistro della culla. L'ordigno calibro 33 è dotato di un aspiratore di fumi e di un freno di bocca a deflettore singolo. Per utilizzare l'arma è necessario un equipaggio di 8 persone. Non c'è lo scudo a protezione della canna.
Oltre a Israele, quest'arma è in servizio con Cile, Singapore , Tailandia, Filippine, Sud Africa, Slovenia e Myanmar. Una versione di quest'arma è stata sviluppata per essere montata su un telaio Centurion modificato (M-72), ma questo veicolo non ha mai raggiunto la produzione.

### Armamento
L'M-71 spara munizioni standard NATO da 155 mm. L'M-68 ha una portata massima di 21 km con proiettili standard NATO, 23,5 km con munizioni Tampella mentre la canna più lunga dell'M-71 aumenta la portata massima a 30 km con  munizioni di ultima generazione. La velocità di fuoco è di 4 giri/min per un tempo limitato e 2 giri/min per un tempo sostenuto. Il costipatore ad aria compressa dell'M-71 aumenta la velocità di fuoco massima a 5 giri/min.

### Mobilità
L'M-68 è trainato da un camion 6x6 da 5 tonnellate. Il telaio a quattro ruote e gli pneumatici di grandi dimensioni consentono un'elevata velocità. La distribuzione del peso dell'artiglieria nella configurazione di marcia si traduce in una velocità massima su strada di 100 km/h. Non c'è APU, è troppo pesante per essere trasportato a mano.

## Utilizzatori
Botswana
 Cambogia
8 unità
 Cile
36 unità
 Israele
Diverse unità messe in riserva
 Birmania
72
 Filippine
- Hukbong Katihan ng Pilipinas

20 unità
- Philippine Marine Corps

6 unità 
 Singapore

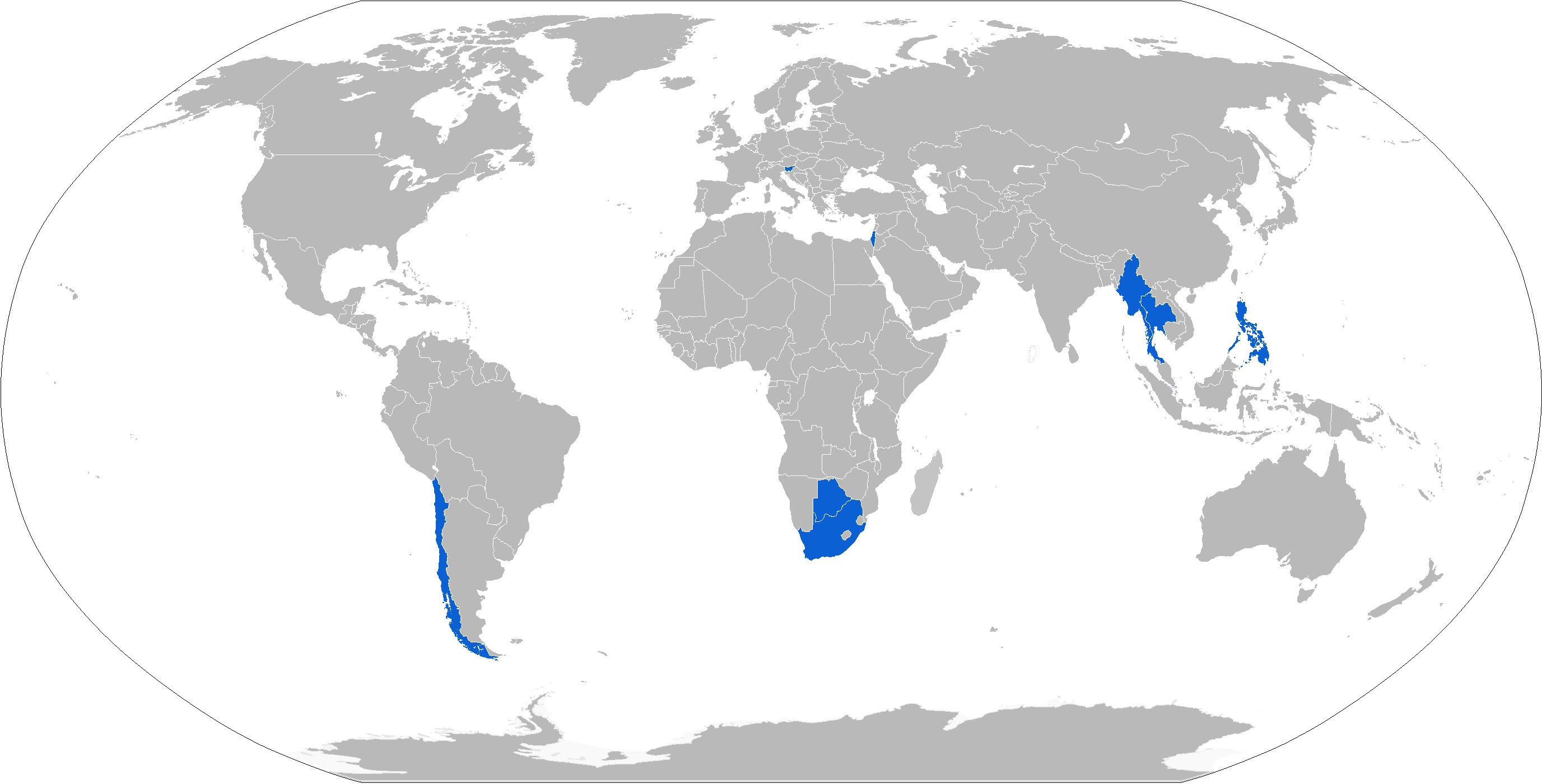
in blue operatori M-71

13 o 38 modificato allo standard M-71S utilizzando meno equipaggio con aggiunta di APU.
 Slovenia
18  variante M839.
 Sudafrica
- South African Army

32 denominati G-4.
 Thailandia
32 unità acquistate

## Galleria d'immagini

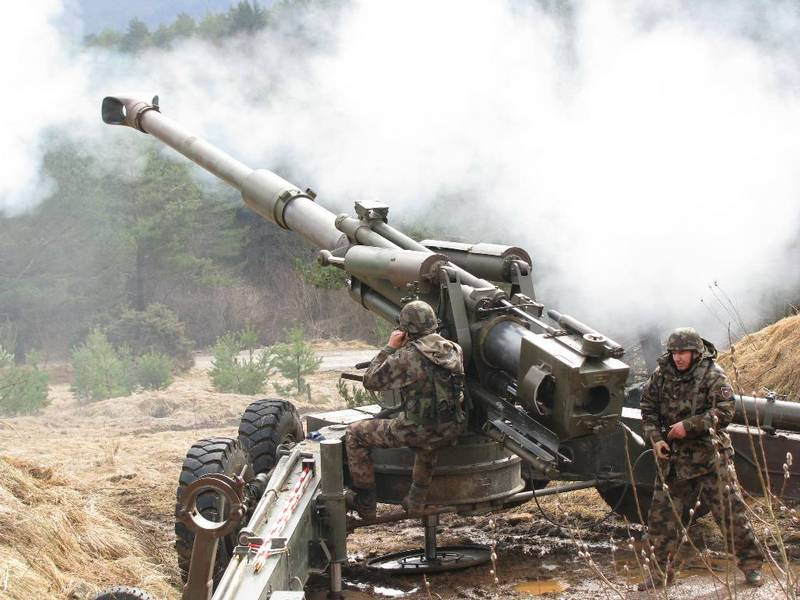
Soltam M-71 pronto a fare fuoco
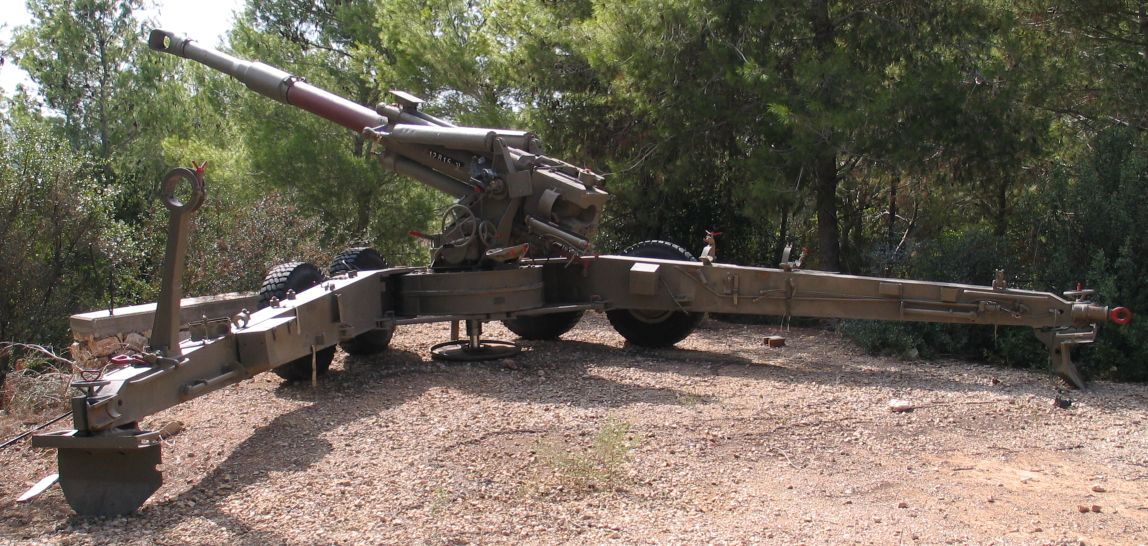
Soltam M-71 al Museo Beyt ha-Totchan, Zikhron Ya'aqov .